# Eredivisie Cup 2020/21
De tweede editie van de Eredivisie Cup gaat op 25 september 2020 van start en eindigt met de finalewedstrijd in de vijfde speelronde op zondag 4 april 2021. Vorig seizoen is de beker gewonnen door FC Twente. Na een vijftal rondes werd de finale gespeeld tussen Ajax en oud-winnaar FC Twente. De finalewedstrijd werd met 3–2 gewonnen door Ajax.
Deze editie wordt het format gewijzigd, waar vorig jaar een uit- en thuiswedstrijd werden gespeeld, wordt dit seizoen maar een enkele wedstrijd gespeeld. De loting werd bepaald op basis van de eindstand van de competitie in het afgelopen seizoen. De nummer 1 speelt tegen laagst geklasseerde, de nummer 2 tegen de nummer 7, de nummer 3 tegen de nummer 6 en de nummer 4 tegen de nummer 5.

## Speelschema
| Speelronde 1 25 september | Speelronde 1 25 september    | Speelronde 2 30 oktober | Speelronde 2 30 oktober     | Speelronde 3 29, 30 en 31 januari | Speelronde 3 29, 30 en 31 januari | Speelronde 4 26 en 28 februari | Speelronde 4 26 en 28 februari | Speelronde 5 2 en 4 april | Speelronde 5 2 en 4 april   | Eindstand | Eindstand    |
| Nr.                       | Wedstrijd                    | Nr.                     | Wedstrijd                   | Nr.                               | Wedstrijd                         | Nr.                            | Wedstrijd                      | Nr.                       | Wedstrijd                   | #         | Team         |
| ------------------------- | ---------------------------- | ----------------------- | --------------------------- | --------------------------------- | --------------------------------- | ------------------------------ | ------------------------------ | ------------------------- | --------------------------- | --------- | ------------ |
| A1                        | Excelsior – PSV              | A2                      | Winnaar A1 – Winnaar B1     | A3                                | Winnaar A2 – Winnaar B2           | A4                             | Winnaar A3 – Winnaar B3        | A5                        | Winnaar A4 – Winnaar B4     | 1.        | Winnaar A5   |
| A1                        | Excelsior – PSV              | A2                      | Winnaar A1 – Winnaar B1     | A3                                | Winnaar A2 – Winnaar B2           | A4                             | Winnaar A3 – Winnaar B3        | A5                        | Winnaar A4 – Winnaar B4     | 2.        | Verliezer A5 |
| B1                        | PEC Zwolle – Ajax            | B2                      | Verliezer A1 – Winnaar C1   | B3                                | Verliezer A2 – Winnaar C2         | B4                             | Verliezer A3 – Winnaar C3      | B5                        | Verliezer A4 – Winnaar C4   | 3.        | Winnaar B5   |
| B1                        | PEC Zwolle – Ajax            | B2                      | Verliezer A1 – Winnaar C1   | B3                                | Verliezer A2 – Winnaar C2         | B4                             | Verliezer A3 – Winnaar C3      | B5                        | Verliezer A4 – Winnaar C4   | 4.        | Verliezer B5 |
| C1                        | VV Alkmaar – FC Twente       | C2                      | Verliezer B1 – Winnaar D1   | C3                                | Verliezer B2 – Winnaar D2         | C4                             | Verliezer B3 – Winnaar D3      | C5                        | Verliezer B4 – Winnaar D4   | 5.        | Winnaar C5   |
| C1                        | VV Alkmaar – FC Twente       | C2                      | Verliezer B1 – Winnaar D1   | C3                                | Verliezer B2 – Winnaar D2         | C4                             | Verliezer B3 – Winnaar D3      | C5                        | Verliezer B4 – Winnaar D4   | 6.        | Verliezer C5 |
| D1                        | ADO Den Haag – sc Heerenveen | D2                      | Verliezer C1 – Verliezer D1 | D3                                | Verliezer C2 – Verliezer D2       | D4                             | Verliezer C3 – Verliezer D3    | D5                        | Verliezer C4 – Verliezer D4 | 7.        | Winnaar D5   |
| D1                        | ADO Den Haag – sc Heerenveen | D2                      | Verliezer C1 – Verliezer D1 | D3                                | Verliezer C2 – Verliezer D2       | D4                             | Verliezer C3 – Verliezer D3    | D5                        | Verliezer C4 – Verliezer D4 | 8.        | Verliezer D5 |

## Eerste ronde

### Speeldata
| Speeldata | 25 september 2020 |

### Wedstrijden
|                                      |           |                                                                                  |     |                                |
| Wedstrijd A1 25 september 2020 19.30 | Excelsior | 0 – 5                                                                            | PSV | Stadion: Woudestein, Rotterdam |
| Wedstrijd A1 25 september 2020 19.30 |           | 10' Kayleigh van Dooren 56', 59' Naomi Pattiwael 66' Kyah Simon 89' Esmee Brugts |     | Stadion: Woudestein, Rotterdam |
| Wedstrijd A1 25 september 2020 19.30 |           |                                                                                  |     | Stadion: Woudestein, Rotterdam |
| Wedstrijd A1 25 september 2020 19.30 |           |                                                                                  |     | Stadion: Woudestein, Rotterdam |
|                                      |           |                                                                                  |     |                                |

|                                      |            |                                             |      |                                                           |
| Wedstrijd B1 25 september 2020 19.30 | PEC Zwolle | 0 – 2                                       | Ajax | Stadion: Sportpark Be Quick '28, Zwolle Toeschouwers: 200 |
| Wedstrijd B1 25 september 2020 19.30 |            | 74' Stefanie van der Gragt 89' Nikita Tromp |      | Stadion: Sportpark Be Quick '28, Zwolle Toeschouwers: 200 |
| Wedstrijd B1 25 september 2020 19.30 |            |                                             |      | Stadion: Sportpark Be Quick '28, Zwolle Toeschouwers: 200 |
| Wedstrijd B1 25 september 2020 19.30 |            |                                             |      | Stadion: Sportpark Be Quick '28, Zwolle Toeschouwers: 200 |
|                                      |            |                                             |      |                                                           |

|                                      |            |                |           |                                |
| Wedstrijd C1 25 september 2020 19.30 | VV Alkmaar | 0 – 1          | FC Twente | Stadion: Robonsbosweg, Alkmaar |
| Wedstrijd C1 25 september 2020 19.30 |            | 11' Lynn Wilms |           | Stadion: Robonsbosweg, Alkmaar |
| Wedstrijd C1 25 september 2020 19.30 |            |                |           | Stadion: Robonsbosweg, Alkmaar |
| Wedstrijd C1 25 september 2020 19.30 |            |                |           | Stadion: Robonsbosweg, Alkmaar |
|                                      |            |                |           |                                |

|                                      |                                   |       |               |                                       |
| Wedstrijd D1 25 september 2020 19.30 | ADO Den Haag                      | 2 – 0 | sc Heerenveen | Stadion: Cars Jeans Stadion, Den Haag |
| Wedstrijd D1 25 september 2020 19.30 | Eline Koster 51' Anne Sellies 84' |       |               | Stadion: Cars Jeans Stadion, Den Haag |
| Wedstrijd D1 25 september 2020 19.30 |                                   |       |               | Stadion: Cars Jeans Stadion, Den Haag |
| Wedstrijd D1 25 september 2020 19.30 |                                   |       |               | Stadion: Cars Jeans Stadion, Den Haag |
|                                      |                                   |       |               |                                       |

## Tweede ronde

### Speeldata
| Speeldata | 30 oktober 2020 |

### Wedstrijden
|                                    |                                      |                                  |                                                            |                                                 |
| Wedstrijd A2 30 oktober 2020 19.30 | PSV                                  | 2 – 2 Ajax wint na strafschoppen | Ajax                                                       | Stadion: De Herdgang, Eindhoven Toeschouwers: 0 |
| Wedstrijd A2 30 oktober 2020 19.30 | Jeslynn Kuipers 27' Joëlle Smits 88' |                                  | 26' Marjolijn van den Bighelaar 37' Stefanie van der Gragt | Stadion: De Herdgang, Eindhoven Toeschouwers: 0 |
| Wedstrijd A2 30 oktober 2020 19.30 |                                      |                                  |                                                            | Stadion: De Herdgang, Eindhoven Toeschouwers: 0 |
| Wedstrijd A2 30 oktober 2020 19.30 |                                      |                                  |                                                            | Stadion: De Herdgang, Eindhoven Toeschouwers: 0 |
|                                    |                                      |                                  |                                                            |                                                 |

|                                    | |       |                                       |                                                |
| Wedstrijd B2 30 oktober 2020 19.30 | FC Twente                                                                                                 | 9 – 2 | Excelsior                             | Stadion: Het Diekman, Enschede Toeschouwers: 0 |
| Wedstrijd B2 30 oktober 2020 19.30 | Fenna Kalma 2', 27' Sabrine Ellouzi 7' (pen.), 38' Renate Jansen 30', 58', 83' Marisa Olislagers 56', 67' |       | 48' Marthe van Erk 88' Anne Bhagerath | Stadion: Het Diekman, Enschede Toeschouwers: 0 |
| Wedstrijd B2 30 oktober 2020 19.30 | |       |                                       | Stadion: Het Diekman, Enschede Toeschouwers: 0 |
| Wedstrijd B2 30 oktober 2020 19.30 | |       |                                       | Stadion: Het Diekman, Enschede Toeschouwers: 0 |
|                                    | |       |                                       |                                                |

|                                    |                                          |       |              |                                                                                      |
| Wedstrijd C2 30 oktober 2020 19.30 | PEC Zwolle                               | 3 – 0 | ADO Den Haag | Stadion: Sportpark Be Quick '28, Zwolle Toeschouwers: 0 Scheidsrechter: Van der Helm |
| Wedstrijd C2 30 oktober 2020 19.30 | Jassina Blom 33', 49' Jill Diekman 90+4' |       |              | Stadion: Sportpark Be Quick '28, Zwolle Toeschouwers: 0 Scheidsrechter: Van der Helm |
| Wedstrijd C2 30 oktober 2020 19.30 |                                          |       |              | Stadion: Sportpark Be Quick '28, Zwolle Toeschouwers: 0 Scheidsrechter: Van der Helm |
| Wedstrijd C2 30 oktober 2020 19.30 |                                          |       |              | Stadion: Sportpark Be Quick '28, Zwolle Toeschouwers: 0 Scheidsrechter: Van der Helm |
|                                    |                                          |       |              |                                                                                      |

|                                    |                                                                      |       |                  |                                                                |
| Wedstrijd D2 30 oktober 2020 19.30 | sc Heerenveen                                                        | 3 – 1 | VV Alkmaar       | Stadion: Sportcomplex Nieuwehorne, Nieuwehorne Toeschouwers: 0 |
| Wedstrijd D2 30 oktober 2020 19.30 | Eef Kerkhof 8' Francisca Cardoso 18' Kirsten van de Westeringh 90+4' |       | 89' Chimera Ripa | Stadion: Sportcomplex Nieuwehorne, Nieuwehorne Toeschouwers: 0 |
| Wedstrijd D2 30 oktober 2020 19.30 |                                                                      |       |                  | Stadion: Sportcomplex Nieuwehorne, Nieuwehorne Toeschouwers: 0 |
| Wedstrijd D2 30 oktober 2020 19.30 |                                                                      |       |                  | Stadion: Sportcomplex Nieuwehorne, Nieuwehorne Toeschouwers: 0 |
|                                    |                                                                      |       |                  |                                                                |

## Derde ronde

### Speeldata
| Speeldata | 29, 30 en 31 januari 2021 |

### Wedstrijden
|                                    |                     |       |                                                  |                                 |
| Wedstrijd A3 29 januari 2021 19.30 | Ajax                | 1 – 3 | FC Twente                                        | Stadion: De Toekomst, Amsterdam |
| Wedstrijd A3 29 januari 2021 19.30 | Victoria Pelova 62' |       | 21' Sisca Folkertsma 69', 90+3' Kerstin Casparij | Stadion: De Toekomst, Amsterdam |
| Wedstrijd A3 29 januari 2021 19.30 |                     |       |                                                  | Stadion: De Toekomst, Amsterdam |
| Wedstrijd A3 29 januari 2021 19.30 |                     |       |                                                  | Stadion: De Toekomst, Amsterdam |
|                                    |                     |       |                                                  |                                 |

|                                    |                                                                                              |       |                           |                                 |
| Wedstrijd B3 30 januari 2021 19.30 | PSV                                                                                          | 6 – 1 | PEC Zwolle                | Stadion: De Herdgang, Eindhoven |
| Wedstrijd B3 30 januari 2021 19.30 | Joëlle Smits 36' Amy Harrison 43' Jeslynn Kuijpers 47', 75' Laura Strik 68' Esmee Brugts 72' |       | 10' Dominique Bruinenberg | Stadion: De Herdgang, Eindhoven |
| Wedstrijd B3 30 januari 2021 19.30 |                                                                                              |       |                           | Stadion: De Herdgang, Eindhoven |
| Wedstrijd B3 30 januari 2021 19.30 |                                                                                              |       |                           | Stadion: De Herdgang, Eindhoven |
|                                    |                                                                                              |       |                           |                                 |

|                                    |                                                  |       |                                                 |                                |
| Wedstrijd C3 31 januari 2021 19.30 | Excelsior                                        | 3 – 4 | sc Heerenveen                                   | Stadion: Woudestein, Rotterdam |
| Wedstrijd C3 31 januari 2021 19.30 | Daniëlle Noordermeer 11' Marthe van Erk 21', 59' |       | 31', 90', 90+3' Tiny Hoekstra 45+1' Alieke Tuin | Stadion: Woudestein, Rotterdam |
| Wedstrijd C3 31 januari 2021 19.30 |                                                  |       |                                                 | Stadion: Woudestein, Rotterdam |
| Wedstrijd C3 31 januari 2021 19.30 |                                                  |       |                                                 | Stadion: Woudestein, Rotterdam |
|                                    |                                                  |       |                                                 |                                |

|                                    |                                                    |       |                  |                                       |
| Wedstrijd D3 29 januari 2021 19.30 | ADO Den Haag                                       | 3 – 1 | VV Alkmaar       | Stadion: Cars Jeans Stadion, Den Haag |
| Wedstrijd D3 29 januari 2021 19.30 | Jaimy Ravensbergen 20', 90+3' Shanique Dessing 57' |       | 49' Chimera Ripa | Stadion: Cars Jeans Stadion, Den Haag |
| Wedstrijd D3 29 januari 2021 19.30 |                                                    |       |                  | Stadion: Cars Jeans Stadion, Den Haag |
| Wedstrijd D3 29 januari 2021 19.30 |                                                    |       |                  | Stadion: Cars Jeans Stadion, Den Haag |
|                                    |                                                    |       |                  |                                       |

## Vierde ronde

### Speeldata
| Speeldata | 26 en 28 februari 2021 |

### Wedstrijden
|                                     |                   |                              |                    |                                |
| Wedstrijd A4 28 februari 2021 14.30 | FC Twente         | 1 – 1 5 – 3 na strafschoppen | PSV                | Stadion: Het Diekman, Enschede |
| Wedstrijd A4 28 februari 2021 14.30 | Renate Jansen 31' |                              | 14' Julie Biesmans | Stadion: Het Diekman, Enschede |
| Wedstrijd A4 28 februari 2021 14.30 |                   |                              |                    | Stadion: Het Diekman, Enschede |
| Wedstrijd A4 28 februari 2021 14.30 |                   |                              |                    | Stadion: Het Diekman, Enschede |
|                                     |                   |                              |                    |                                |

|                                     |                   |       |                                                                         |                                   |
| Wedstrijd B4 28 februari 2021 12.30 | sc Heerenveen     | 1 – 3 | Ajax                                                                    | Stadion: Skoatterwâld, Heerenveen |
| Wedstrijd B4 28 februari 2021 12.30 | Tiny Hoekstra 64' |       | 22' Liza van der Most 27' Marjolijn van den Bighelaar 77' Lucie Voňková | Stadion: Skoatterwâld, Heerenveen |
| Wedstrijd B4 28 februari 2021 12.30 |                   |       |                                                                         | Stadion: Skoatterwâld, Heerenveen |
| Wedstrijd B4 28 februari 2021 12.30 |                   |       |                                                                         | Stadion: Skoatterwâld, Heerenveen |
|                                     |                   |       |                                                                         |                                   |

|                                     |                                          |       |                                    |                                         |
| Wedstrijd C4 26 februari 2021 19.30 | PEC Zwolle                               | 3 – 2 | ADO Den Haag                       | Stadion: Sportpark Be Quick '28, Zwolle |
| Wedstrijd C4 26 februari 2021 19.30 | Jassina Blom 69', 84' Naomi Hilhorst 84' |       | 26' (pen.), 37' Jannette van Belen | Stadion: Sportpark Be Quick '28, Zwolle |
| Wedstrijd C4 26 februari 2021 19.30 |                                          |       |                                    | Stadion: Sportpark Be Quick '28, Zwolle |
| Wedstrijd C4 26 februari 2021 19.30 |                                          |       |                                    | Stadion: Sportpark Be Quick '28, Zwolle |
|                                     |                                          |       |                                    |                                         |

|                                     |                                                         |       |                                                                |                                |
| Wedstrijd D4 26 februari 2021 19.30 | VV Alkmaar                                              | 4 – 3 | Excelsior                                                      | Stadion: Robonsbosweg, Alkmaar |
| Wedstrijd D4 26 februari 2021 19.30 | Maudy Stoop 40' Chimera Ripa 48', 68' Sanne Koopman 50' |       | 45+1' Fréderique Nieuwland 59' Naomi Piqué 76' Nadine de Breij | Stadion: Robonsbosweg, Alkmaar |
| Wedstrijd D4 26 februari 2021 19.30 |                                                         |       |                                                                | Stadion: Robonsbosweg, Alkmaar |
| Wedstrijd D4 26 februari 2021 19.30 |                                                         |       |                                                                | Stadion: Robonsbosweg, Alkmaar |
|                                     |                                                         |       |                                                                |                                |

## Vijfde ronde

### Speeldata
| Speeldata | 2 en 4 april 2021 |

### Wedstrijden
|                                 |                                                      |       |                                      |                                 |
| Wedstrijd A5 4 april 2021 19.30 | Ajax                                                 | 3 – 2 | FC Twente                            | Stadion: De Toekomst, Amsterdam |
| Wedstrijd A5 4 april 2021 19.30 | Nikita Tromp 7' Marjolijn van den Bighelaar 31', 48' |       | 42' Fenna Kalma 44' Sisca Folkertsma | Stadion: De Toekomst, Amsterdam |
| Wedstrijd A5 4 april 2021 19.30 |                                                      |       |                                      | Stadion: De Toekomst, Amsterdam |
| Wedstrijd A5 4 april 2021 19.30 |                                                      |       |                                      | Stadion: De Toekomst, Amsterdam |
|                                 |                                                      |       |                                      |                                 |

|                                 |                                                                                              |       |                       |                                            |
| Wedstrijd B5 2 april 2021 19.30 | PSV                                                                                          | 5 – 1 | PEC Zwolle            | Stadion: PSV Campus De Herdgang, Eindhoven |
| Wedstrijd B5 2 april 2021 19.30 | Kayleigh van Dooren 4', 89' Maxime Snellenberg 20' Dieke van Straten 80' Naomi Pattiwael 83' |       | 45' Marushka van Olst | Stadion: PSV Campus De Herdgang, Eindhoven |
| Wedstrijd B5 2 april 2021 19.30 |                                                                                              |       |                       | Stadion: PSV Campus De Herdgang, Eindhoven |
| Wedstrijd B5 2 april 2021 19.30 |                                                                                              |       |                       | Stadion: PSV Campus De Herdgang, Eindhoven |
|                                 |                                                                                              |       |                       |                                            |

|                                 |                                                    |       |                                                                       |                                   |
| Wedstrijd C5 2 april 2021 19.30 | sc Heerenveen                                      | 3 – 4 | VV Alkmaar                                                            | Stadion: Skoatterwâld, Heerenveen |
| Wedstrijd C5 2 april 2021 19.30 | Kelly Zeeman 6' Kirsten van de Westeringh 61', 84' |       | 28' Sanne Koopman 66' Maudy Stoop 73' Emmeke Henschen 80' Simone Hand | Stadion: Skoatterwâld, Heerenveen |
| Wedstrijd C5 2 april 2021 19.30 |                                                    |       |                                                                       | Stadion: Skoatterwâld, Heerenveen |
| Wedstrijd C5 2 april 2021 19.30 |                                                    |       |                                                                       | Stadion: Skoatterwâld, Heerenveen |
|                                 |                                                    |       |                                                                       |                                   |

|                                 |                                                                 |       |                            |                                       |
| Wedstrijd D5 2 april 2021 19.30 | ADO Den Haag                                                    | 4 – 1 | Excelsior                  | Stadion: Cars Jeans Stadion, Den Haag |
| Wedstrijd D5 2 april 2021 19.30 | Eline Koster 4', 75' Manon van Raaij 9' Pleun Raaijmakers 90+2' |       | 6' (e.d.) Priscilla Mesker | Stadion: Cars Jeans Stadion, Den Haag |
| Wedstrijd D5 2 april 2021 19.30 |                                                                 |       |                            | Stadion: Cars Jeans Stadion, Den Haag |
| Wedstrijd D5 2 april 2021 19.30 |                                                                 |       |                            | Stadion: Cars Jeans Stadion, Den Haag |
|                                 |                                                                 |       |                            |                                       |

## Eindstand
| Eredivisie Cup 2020/21 | Eredivisie Cup 2020/21 | Eredivisie Cup 2020/21 |
| ---------------------- | ---------------------- | ---------------------- |
| Ajax Eerste titel      |                        |                        |
| #                      | Team                   |                        |
| 1.                     | Ajax                   |                        |
| 2.                     | FC Twente              |                        |
| 3.                     | PSV                    |                        |
| 4.                     | PEC Zwolle             |                        |
| 5.                     | VV Alkmaar             |                        |
| 6.                     | sc Heerenveen          |                        |
| 7.                     | ADO Den Haag           |                        |
| 8.                     | Excelsior              |                        |

## Statistieken

#### Doelpuntenmaaksters
4 doelpunten
- Marjolijn van den Bighelaar (Ajax)
- Jassina Blom (PEC Zwolle)
- Tiny Hoekstra (sc Heerenveen)
- Renate Jansen (FC Twente)
- Chimera Ripa (VV Alkmaar)

3 doelpunten
- Kayleigh van Dooren (PSV)
- Marthe van Erk (Excelsior)
- Fenna Kalma (FC Twente)
- Eline Koster (ADO Den Haag)
- Jeslynn Kuipers (PSV)
- Naomi Pattiwael (PSV)
- Kirsten van de Westeringh (sc Heerenveen)

2 doelpunten
- Jannette van Belen (ADO Den Haag)
- Esmee Brugts (PSV)
- Sabrine Ellouzi (FC Twente)
- Sisca Folkertsma (FC Twente)
- Stefanie van der Gragt (Ajax)
- Sanne Koopman (VV Alkmaar)
- Marisa Olislagers (FC Twente)
- Jaimy Ravensbergen (ADO Den Haag)
- Joëlle Smits (PSV)
- Maudy Stoop (VV Alkmaar)
- Nikita Tromp (Ajax)

1 doelpunt
- Anne Bhagerath (Excelsior)
- Julie Biesmans (PSV)
- Nadine de Breij (Excelsior)
- Dominique Bruinenberg (PEC Zwolle)
- Francisca Cardoso (sc Heerenveen)
- Kerstin Casparij (FC Twente)
- Shanique Dessing (ADO Den Haag)
- Jill Diekman (PEC Zwolle)
- Simone Hand (VV Alkmaar)
- Amy Harrison (PSV)
- Emmeke Henschen (VV Alkmaar)
- Naomi Hilhorst (PEC Zwolle)
- Eef Kerkhof (sc Heerenveen)
- Liza van der Most (Ajax)
- Fréderique Nieuwland (Excelsior)
- Daniëlle Noordermeer (Excelsior)
- Marushka van Olst (PEC Zwolle)
- Victoria Pelova (Ajax)
- Naomi Piqué (Excelsior)
- Manon van Raaij (ADO Den Haag)
- Pleun Raaijmakers (ADO Den Haag)
- Anne Sellies (ADO Den Haag)
- Kyah Simon (PSV)
- Maxime Snellenberg (PSV)
- Dieke van Straten (PSV)
- Laura Strik (PSV)
- Alieke Tuin (sc Heerenveen)
- Lucie Voňková (Ajax)
- Lynn Wilms (FC Twente)
- Kelly Zeeman (sc Heerenveen)

Eigen doelpunt
- Priscilla Mesker (Excelsior; tegen ADO Den Haag)

## Voetnoten
2019/20 · 2020/21 · 2021/22 · 2022/23 · 2023/24 · 2024/25